# Wual
Wual – w tradycji okultystycznej czterdziesty siódmy duch Goecji. Znany również pod imionami Vual, Uwall, Uvall, Wowal, Voval, Wal, Wall i Vreal. By go przywołać i podporządkować, potrzebna jest jego pieczęć, która według Goecji powinna być zrobiona z miedzi.
Jest wielkim, potężnym i silnym księciem piekła. Rozporządza 37, a według Dictionnaire Infernal 36 legionami duchów. Jest upadłym aniołem – niedyś należał do chóru potęg.
Potrafi wzbudzić miłość u kobiet. Dzieli się wiedzą o przeszłości, teraźniejszości i przyszłości. Nawiązuje przyjaźń między przyjaciółmi i wrogami.
Wezwany, ukazuje się pod postacią wielkiego i straszliwego wielbłąda, a na rozkaz przyzywającego może przybrać ludzką postać. Posługuje się językiem egipskim (nie dość biegle) i koptyjskim (potocznie).